# Hugo Mandón
Hugo Mandón (Santa Fe (capital), Argentina, 1929 - Santa Fe, Argentina, 11 de febrero de 1981) fue uno de los fundadores del Grupo “Adverbio”  junto a Gastón Gori, Miguel Brascó, Muñoz Unsain, Francisco Paco Urondo y José María Cocho Paolantonio, entre otros.  Primer presidente de la SADE (Sociedad Argentina de Escritores, filial Santa Fe).  Dedicado al periodismo, elaboró libretos y participó en programas de LT 10 “Radio de la Universidad” Nacional del Litoral.

## Libros
- “De la isla triste”
- “Vengo de andar país”
- “La gente y su sombra”
- “Sutil y de aguas dulces”

poemas inéditos que la escritora Silvia Braun de Borgato seleccionó para la publicación realizada con la colaboración de Horacio Rossi, después de su Último Vuelo...   
Quienes se acercaron hasta su hogar en la esquina noroeste de Ituzaingo al 1600, han podido celebrar un encuentro con la palabra y a partir del ’76 han sentido también la incertidumbre que lo acosó en ese tiempo.  
Al comenzar la década siguiente, el cáncer avanzó y una  vez más determinó el instante final de sus luchas y de sus obras.
- Datos: Q5904563